# セジャーナ駅
セジャーナ駅（スロベニア語: Železniška postaja Sežana）はスロベニアクラス地方セジャーナにある、スロベニア鉄道（SŽ）の鉄道駅。リュブリャナ - セジャーナ線とボーヒニ線の2路線が接続しており、ボーヒニ線は当駅以南でイタリアとの国境を超える。

## 歴史
1857年7月19日にBahnhof Sežana（ドイツ語名）として開業。当時はオーストリア帝国内にあり、当時の運営者は民間企業のオーストリア南部鉄道であった。
第一次世界大戦後にセジャーナがイタリア王国に併合され、Stazione di Sesana（イタリア語名）に改名された。運営はイタリア国鉄に引き継がれた。
第二次世界大戦の終結後の1947年、セジャーナはユーゴスラビア社会主義連邦共和国の領土となる。駅は、Železniška postaja Sežana（スロベニア語名）と改名され、イタリアとユーゴスラビアの間を走るウィーン-トリエステ鉄道の国境地点になり、運営はユーゴスラビア鉄道に引き継がれた。
1948年、クレプリエ方面への支線が当駅に接続し、この支線は後にボーヒニ線の一部となった。
1991年にユーゴスラビアが解体しスロベニアが独立。セジャーナはスロベニア領内となり、スロベニア鉄道が運営を引き継いだ。